# Societatea pentru crearea unui fond de teatru român
Societatea pentru crearea unui fond de teatru român din Transilvania a fost înființată în 5 octombrie 1870, în cadrul Adunării Generale de la Deva.
Această societate își propunea să acumuleze un fond financiar necesar cât să acopere cheltuielile construirii și întreținerii unui teatru în Transilvania. La acea vreme, Transilvania era inclusă în Imperiul Austro-Ungar, iar posibilitățile culturale ale românilor din această provincie erau limitate. 
Ideea înființării „Societății pentru crearea unui fond de teatru român” în Transilvania, pentru adunarea de fonduri în vederea realizării unui teatru românesc profesionist, a aparținut lui Iosif Vulcan (1841-1907)Iosif Vulcan.În 1869 Iosif Vulcan a publicat în revista „Familia” două articole ce aveau acelasi titlu:Să fondăm teatrul național! „Teatrul este cea mai mare școală de educație, pe lângă biserică și școală; el este un templu al moralității, al inimii și al științei” scria Iosif Vulcan în 1869, în publicația Pantheonul român, apărută la Pesta. 
Printre cei care au sustinut idea fondării unui teatru național românesc în Transilvania s-au numărat poetul Mihai Eminescu,care se afla in acea perioada la Viena (Mihai Eminescu – „Repertoriul nostru teatral” revista Familia, 1870) și George Barițiu (”Thalia și Melpomene în Transilvania” articol publicat în revista ”Transilvania”). Dupa dualism,a fost creata o a treia societate dupa modelul ASTRA si Societatea liberara-Societatea pentru fond de teatru roman,in scopul infiintarii unui teatru national in Ardeal si Banat.

## Istoric
Societatea pentru crearea unui fond de teatru român a luat naștere din inițiativa deputațiilor români din Parlamentul Ungar, în frunte cu Iosif Hodoș. Animat de către Iosif Vulcan, Iosif Hodoș intervine în ședințele parlamentare din anul 1869 pentru a cere 200.000 florini spre înființarea unui Teatru Românesc în Transilvania. Deoarece cererile repetate nu se acceptă, inteligența română de la Budapesta decide să se ocupe singură de problema teatrului, punând la cale o viitoare Societate care să creeze fondul necesar. În primă fază, s-a format un comitet compus din Iosif Hodoș (președinte), Iosif Vulcan (secretar și casier), Vicențiu Babeș (membru), Alexandru Mocsoni (membru) și Petru Mihali (membru). Acest comitet prelua toate resposabilitățiile Societății, ocupându-se ca aceasta să funcționeze eficient și într-un cadrul legal. Pe parcursul existenței, Societatea a adunat membrii iluștrii, cu nume sonore precum Vasile Goldiș, Sextil Pușcariu, Horia Petra-Petrescu sau Tiberiu Brediceanu.